# Mahner Teich
Der Mahner Teich ist ein ehemaliger Stauteich im heutigen Niedersachsen. Er befand sich zwischen Ohlendorf im Norden und Klein Mahner im Süden. Am ehemaligen Ostufer befindet sich das Gut Nienrode.
Der Teich entstand zu Ende des 14. Jahrhunderts, als 1393 die Warne angestaut wurde. Er hatte damals eine Fläche von etwa 1200 Morgen (etwa 312 ha) und erstreckte sich rund 3 km in West-Ost-Richtung. Damit war er die größte Wasserfläche im Amt Liebenburg.
Der durch Hans von Schwicheldt angelegte Teich erfüllte eine Schutzfunktion für das Bistum Hildesheim gegen Angriffe durch das Herzogtum Braunschweig. Am Zufluss, bei Groß Mahner befand sich die „Rote Mühle“, am Abfluss bei Nienrode die „Teichmühle“. Von der Roten Mühle sind noch Gebäude erhalten; auf die Teichmühle weist noch der Flurname am ehemaligen Ostufer hin.
Im 19. Jahrhundert wurde der Teich nach und nach aufgegeben und die Deiche und Wasserreguliereinrichtungen nicht mehr instand gehalten, wodurch er verlandete. Im Jahre 1798 hatte er nur noch ein Drittel seiner einstigen Fläche. Trotz der schließlich endgültigen Trockenlegung 1820 ist das Gelände des ehemaligen Teiches immer noch bevorzugter Standort einer Reiherkolonie.
Um 2000 wurde der Teich als Rückhalteraum der Warne ausgebaut, so dass er heute wieder etwa zweimal im Jahr wassergefüllt ist.